# Schloss Třeboň
Das Schloss Třeboň liegt im Zentrum der gleichnamigen Stadt Třeboň  (deutsch Wittingau) in Tschechien. Das Schloss steht seit 3. Mai 1958 unter Denkmalschutz und wird seit 1. Januar 2002 als Nationales Kulturdenkmal Tschechiens geführt. Der Eingang zum Schloss befindet sich an der Südwestecke des Hauptplatzes.

## Geschichte
An der Stelle des heutigen Schlosses stand ursprünglich eine Veste. Sie wurde von 1479 bis 1482 von Wok II. von Rosenberg, der in Wittingau residierte, zu einer Burg umgebaut. 1522 wurden zwei Seitenflügel errichtet. Unter Wilhelm von Rosenberg erfolgte von 1565 bis 1575 durch den Baumeister Antonio Ericer der Umbau zu einem Renaissance-Schloss. Gleichzeitig wurde es um den südwestlichen Flügel, das Eingangstor und einen Turm erweitert. In der Zeit von Wilhelm von Rosenberg wohnten hier auch die Alchemisten John Dee und Edward Kelley (Ende der 1580er Jahre). Kelley führte hier alchemistische Experimente durch. Hier kam es auch 1589 zum Bruch zwischen Dee und Kelley.
Weitere Veränderungen erfolgten von 1599 bis 1611 nach Plänen von Domenico Benedetto Cometta aus Arogno während der Herrschaft des Peter Wok von Rosenberg, der ab 1602 in Wittingau residierte. Er verlegte das Krumauer Familienarchiv, das von dem Rosenbergischen Archivar und Chronisten Václav Březan geleitet wurde, in das Wittingauer Schloss, wo es bis heute zum größten Bestand des böhmischen Adelsarchivs gehört.
Die nächsten Besitzer des Schlosses waren ab 1611 die Herren von Schwanberg und ab 1622 das Haus Habsburg. Erzherzog Leopold Wilhelm von Österreich trat es 1660 an die Fürsten Schwarzenberg ab. Sie veranlassten im 18. Jahrhundert weitere Umbauten und Erweiterungen, zu denen auch Stallungen und ein Speicher sowie das barocke Verwaltungsgebäude gehörten. In einem Park nahe dem benachbarten Dorf Domanín errichteten sich die Schwarzenberger 1874 ihre Familiengruft. Im 20. Jahrhundert wurde das Archiv der Fürsten Schwarzenberg vom Schloss Kornhaus in das Schloss Wittingau verlagert.

## Beschreibung
Das Schloss beherbergt eines der bedeutendsten Archive Tschechiens. Es ist deshalb für die Öffentlichkeit nur in Teilen zugänglich. Besichtigt werden können neben dem schönen Renaissance-Treppenhaus der Wappensaal der Rosenberger und der Saal der Hofleute. Den Brunnen im Schlosshof schuf 1712 Paul Ignaz Bayer. Der große Schlosspark mit altem Baumbestand ist frei zugänglich.